# Lemma van Zorn
Het lemma van Zorn, ook bekend als het lemma van Kuratowski-Zorn, is een bewering uit de verzamelingenleer. Het lemma is genoemd naar de wiskundigen Max Zorn en Kazimierz Kuratowski. 

## Lemma
Elke partieel geordende verzameling waarin elke totaal geordende deelverzameling een bovengrens heeft, bevat ten minste een maximaal element. 
Een deelverzameling {\displaystyle T} van een partieel geordende verzameling {\displaystyle (P,\leq )} is totaal geordend als voor elke {\displaystyle s,t\in T} geldt {\displaystyle s\leq t} en/of {\displaystyle t\leq s}. Een dergelijke verzameling {\displaystyle T} wordt een keten genoemd en een element {\displaystyle u\in P} is een bovengrens van de keten {\displaystyle T} als {\displaystyle t\leq u} voor alle {\displaystyle t\in T}. Merk op dat {\displaystyle u} weliswaar een element van {\displaystyle P} is, maar geen element van {\displaystyle T} hoeft te zijn. Een maximaal element van {\displaystyle P} is een element {\displaystyle m\in P}, zodanig dat voor alle {\displaystyle x\in P} geldt: {\displaystyle m\leq x\Rightarrow m=x}, d.w.z. er is geen enkele {\displaystyle x\in P} met {\displaystyle x>m}. 
Het lemma van Zorn is equivalent met de welordeningsstelling en het keuzeaxioma, in de zin dat een van hen, samen met de axioma's van Zermelo-Fraenkel uit de verzamelingenleer, voldoende is om de andere te bewijzen. Het lemma van Zorn is van cruciaal belang in de bewijzen van verschillende stellingen, bijvoorbeeld de stelling van Hahn-Banach in de functionaalanalyse, de stelling dat elke vectorruimte een basis heeft, de stelling van Tychonov in de topologie, die stelt dat elk product van compacte ruimten zelf ook compact is, en de stellingen in abstracte algebra dat elke niet-nulzijnde ring een maximaalideaal heeft en dat elk lichaam een algebraïsche sluiting heeft.

## Geschiedenis
Het maximaal-principe van Hausdorff is een vroegere formulering, die vergelijkbaar is met het lemma van Zorn.
Kazimierz Kuratowski bewees in 1922 een versie van het lemma van Zorn die nauw verwant was aan de moderne formulering. Zijn stelling was van toepassing op verzamelingen die geordend waren door inclusie en gesloten onder verenigingen van welgeordende ketens. In essentie dezelfde formulering, afgezwakt door het gebruik van willekeurige ketens, niet alleen welgeordende, werd in 1935 onafhankelijk gegeven door Max Zorn, die een nieuw axioma in de verzamelingenleer voorstelde, dat de welordeningsstelling moest vervangen, en sommige van haar toepassingen in algebra liet zien. Zorn kondigde ook aan de equivalentie van het lemma met het keuzeaxioma in een ander artikel aan te tonen, maar dat artikel is nooit verschenen. 
De naam van het lemma lijkt te zijn verzonnen door John Tukey, die deze naam in 1940 in zijn boek Convergence and Uniformity in Topology (Convergentie en de uniformiteit in de topologie) voor het eerste gebruikte. Bourbaki's Theorie des ensembles uit 1939 verwijst naar een soortgelijk maximaalprincipe als de stelling van Zorn.

## Voetnoten
1. ↑  (fr)  Kazimierz Kuratowski, Une methode d'elimination des nombres transfinis des raisonnements mathématiques, Fundamenta Mathematicae 3 (1922), pp. 76-108. icm
2. ↑  (en)  Max Zorn, A remark on method in transfinite algebra (Een opmerking over de methode in de transfiniete algebra), Bulletin of the American Mathematical Society 41 (1935), nr. 10, pag. 667-670.